# International Time Capsule Society
Die ITCS (International Time Capsule Society = Internationale Zeitkapselgesellschaft) ist eine 1990 in den USA gegründete Organisation mit dem Ziel, Zeitkapseln zu dokumentieren, um sie so vor dem Vergessen zu bewahren. Die Organisation hat ihren Sitz an der Oglethorpe University in Atlanta, Georgia, USA. Ihre Gründer sind der Schriftsteller Knute „Skip“ Berger, der Anthropologe Brian Durrans vom British Museum sowie Paul Hudson und William Jarvis.

## Projekte der ITCS
Die Organisation hat eine Datenbank über Zeitkapselprojekte in der ganzen Welt aufgebaut. Rund 1400 Kapseln sind derzeit beim ITCS registriert. Die ITCS schätzt, dass in den letzten paar Jahren ungefähr weitere 5000 Zeitkapseln gebaut wurden.
Insgesamt schätzt die ITCS, dass es weltweit zwischen 10.000 und 15.000 gibt, die meisten verschollen oder vergessen. Paul Hudson, einer der ITCS-Gründer, geht davon aus, dass mehr als 80 Prozent der Zeitkapseln verloren gingen und nie zu ihrem geplanten Zeitpunkt geöffnet werden. Er denkt, dass ungefähr nur eine von eintausend Kapseln jemals geöffnet werden.

## Ziele der ITCS
Die ITCS glaubt, dass es im neuen Jahrtausend ein ständig wachsendes Interesse an Zeitkapseln geben wird. Daher sieht es die ITCS als ihre Aufgabe:
- alle bekannten Zeitkapseln zu dokumentieren
- einen Ort zu schaffen, an dem diese Dokumentation zugänglich ist
- Forschungen zur Geschichte, Motivation und Varietät von Zeitkapseln zu unterstützen und zu befördern
- den Wert von Zeitkapsel-Projekten der Öffentlichkeit zu vermitteln

## Referenz
- Die International Time Capsule Society auf der Website der Oglethorpe University